# Mihai Mihuț
Mihai Radu Mihuț (né le 16 mars 1995) est un lutteur roumain, spécialiste de lutte gréco-romaine.
Dans la catégorie des 63 kg, il remporte le titre européen en 2018.